# سرخس متطاول
سرخس متطاول (الاسم العلمي: Polypodium elongatum) هو نوع نباتي يتبع جنس السرخس من فصيلة السرخسية.